# Talaiotische Siedlung Es Antigors
Die talaiotische Siedlung Es Antigors (mallorquinisch Poblat talaiòtic es Antigors) ist ein prähistorischer Fundplatz auf der spanischen Baleareninsel Mallorca. Er befindet sich im Gemeindegebiet von Ses Salines in der Region (Comarca) Migjorn, nahe der Südküste der Insel. Die Ansiedlung aus der Zeit der Talaiot-Kultur (auch Talayot-Kultur) wurde in den 1920er Jahren durch Josep Colominas i Roca (auch José Colominas Roca) vom Institut d’Estudis Catalans ausgegraben, die Grabung jedoch nicht dokumentiert.

## Lage
Es Antigors, standard-katalanisch auch Els Antigors oder kastilisch Los Antigors genannt, befindet sich etwa 700 Meter südlich der Ortsgrenze von Ses Salines, dem Hauptort der Gemeinde. Zur talaiotischen Siedlung führt die Straße Carrer es Torrent, die am Platz vor dem Friedhof des Ortes beginnt und in einer Sackgasse endet. Neben der archäologischen Fundstätte liegt das Gut Pou Jou, beide nordöstlich der Straße. Die Küste des Mittelmeeres ist von Es Antigors nach Südwesten bei Es Carbó ungefähr 4,2 Kilometer entfernt, südöstlich an der Cala Figuereta etwa 5,3 Kilometer.

## Beschreibung
Noch zur Zeit der Ausgrabung in den 1920er Jahren befanden sich innerhalb der Umfassungsmauer der talaiotischen Siedlung bzw. an deren Rand drei Talaiots, prähistorische Turmbauten. Einer dieser Türme wurde während der Grabungen abgebaut.

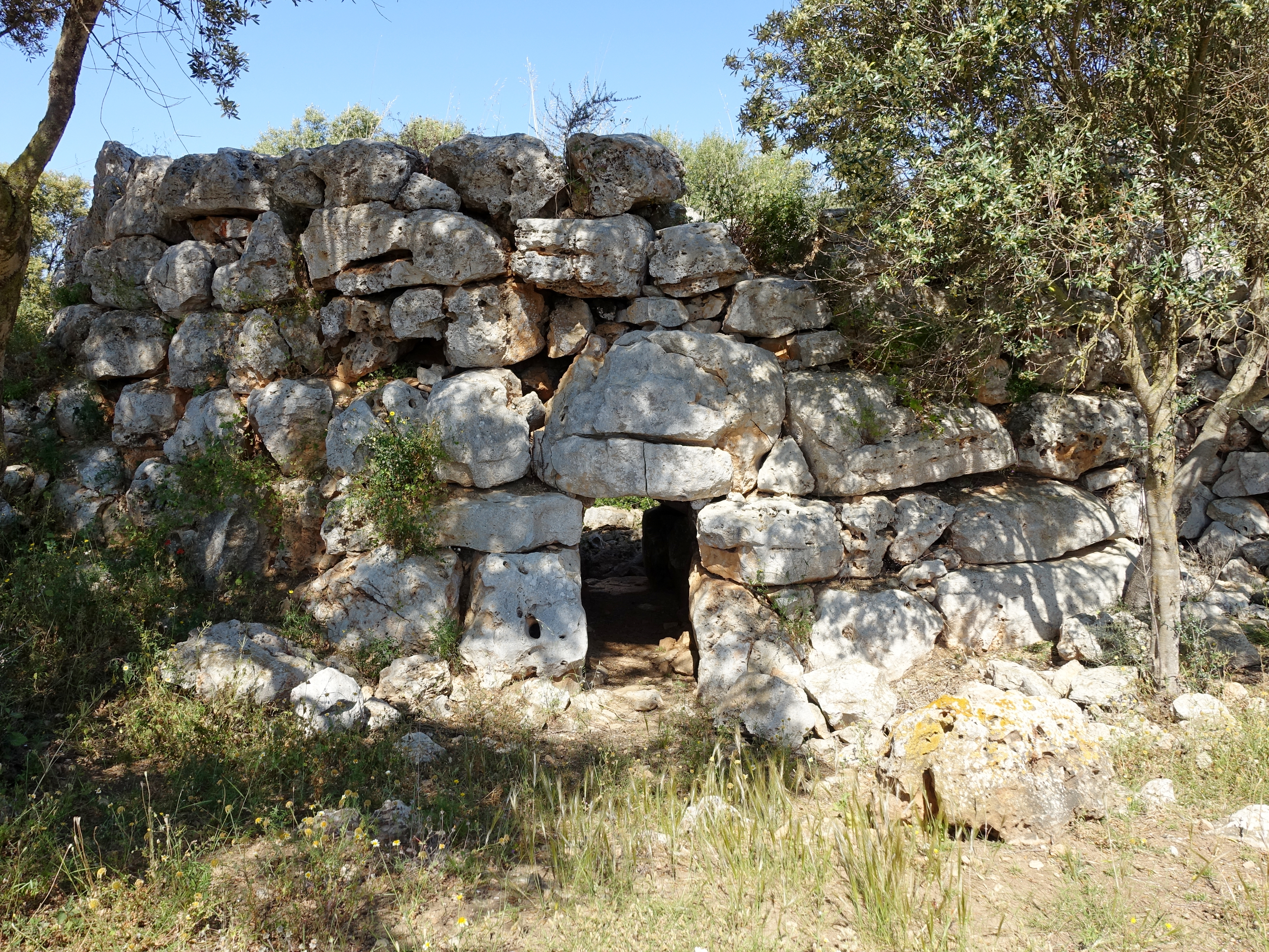
Eingang des Talaiots „Joana“

Der besterhaltene Talaiot, dem der Name „Joana“ gegeben wurde, steht am äußeren südwestlichen Rand der Siedlung. Er ist etwa vier Meter hoch und besitzt ein Portal mit Türsturz. In seinem Inneren wurden eine bronzene Lanzenspitze und in einer Ascheschicht einige verkohlte menschliche Überreste, wie nach einer rituellen Einäscherung, gefunden. Von der ehemaligen Mittelsäule des Talaiots liegt nur noch der unterste Stein an seinem Platz.
Die sich an den Talaiot „Joana“ anschließende Umfassungsmauer der talaiotischen Siedlung war mit Kalksteinen auf einem ovalen Grundriss errichtet. Von der Mauer sind heute nur noch wenige Teile vorhanden, da sie seit der Zeit der Ausgrabung als Steinbruch genutzt und zum Teil auch mit kleineren Steinen zu Trockensteinmauern überbaut wurde. Weitere kleine Steine, die einst Teil der Siedlung waren, schichtete man auf dem Gelände der Ausgrabungsstätte als Steinhaufen (clapers) auf.
Wichtige Teile der Ausgrabung wurden später wieder zugeschüttet, so dass heute kein Einblick in die Architekturdetails mehr möglich ist. Im nordöstlichen Bereich des Geländes sind noch drei Lagen Kalksteinquader eines Talaiots zu sehen, der innen vollständig mit Erde verfüllt ist. Im Westen befand sich das hufeisenförmige Hauptheiligtum der Siedlung mit vier Säulenbasen oder Altären aus Kalkstein, von dem nur noch wenige Mauerreste existieren. Hier fanden die Ausgräber Keramik in Urnen aus Marès-Sandstein. Das Heiligtum gehört zu den nach der Ausgrabung wieder mit Erde bedeckten Bereichen.
Die talaiotische Siedlung Es Antigors ist seit 1966 unter der Nummer RI-51-0002683 als archäologisches Monument (Monument arqueològic) registriert. Das Gelände ist für Besucher frei zugänglich.

Ansichten der Siedlung
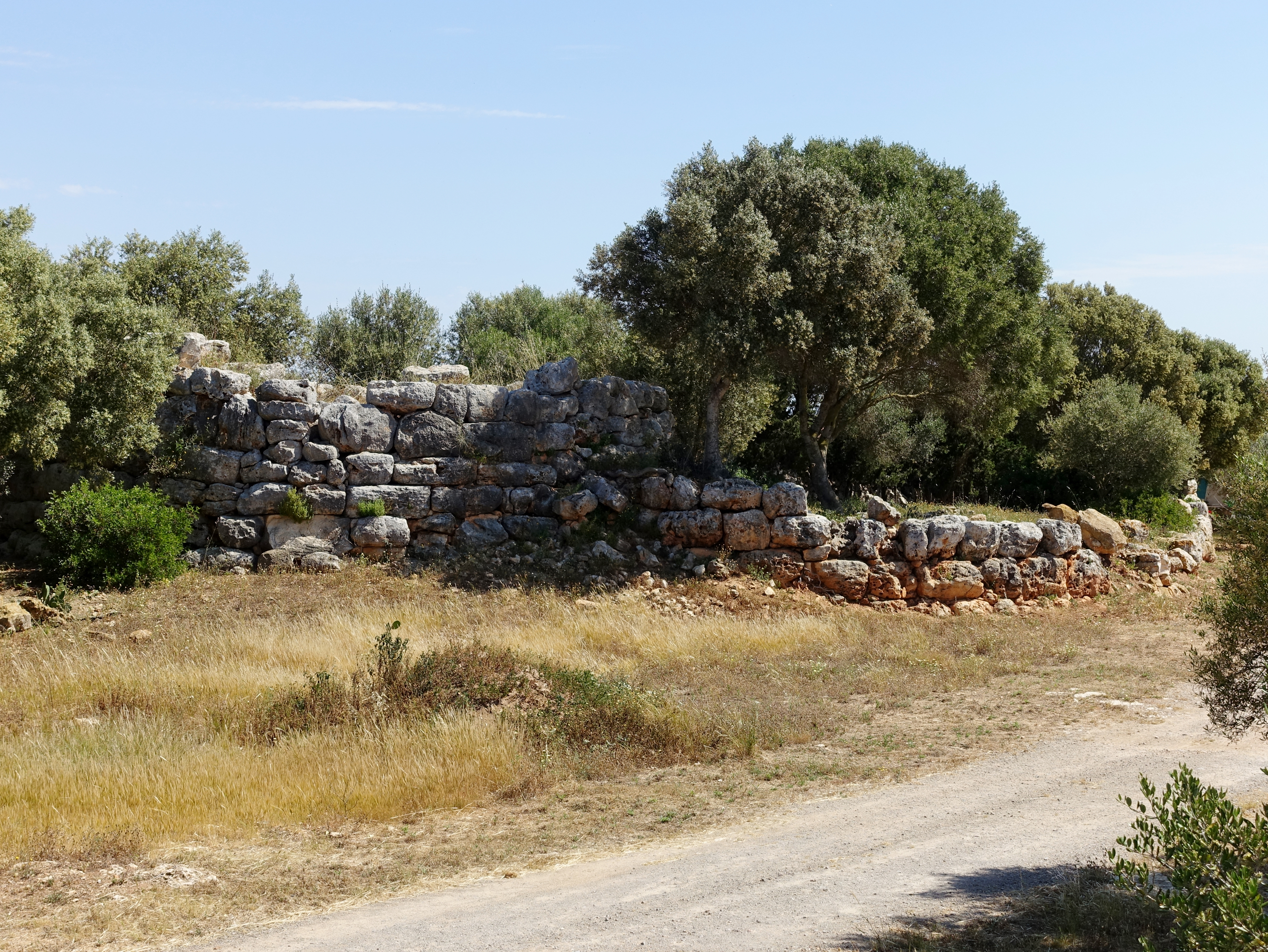
Talaiot „Joana“
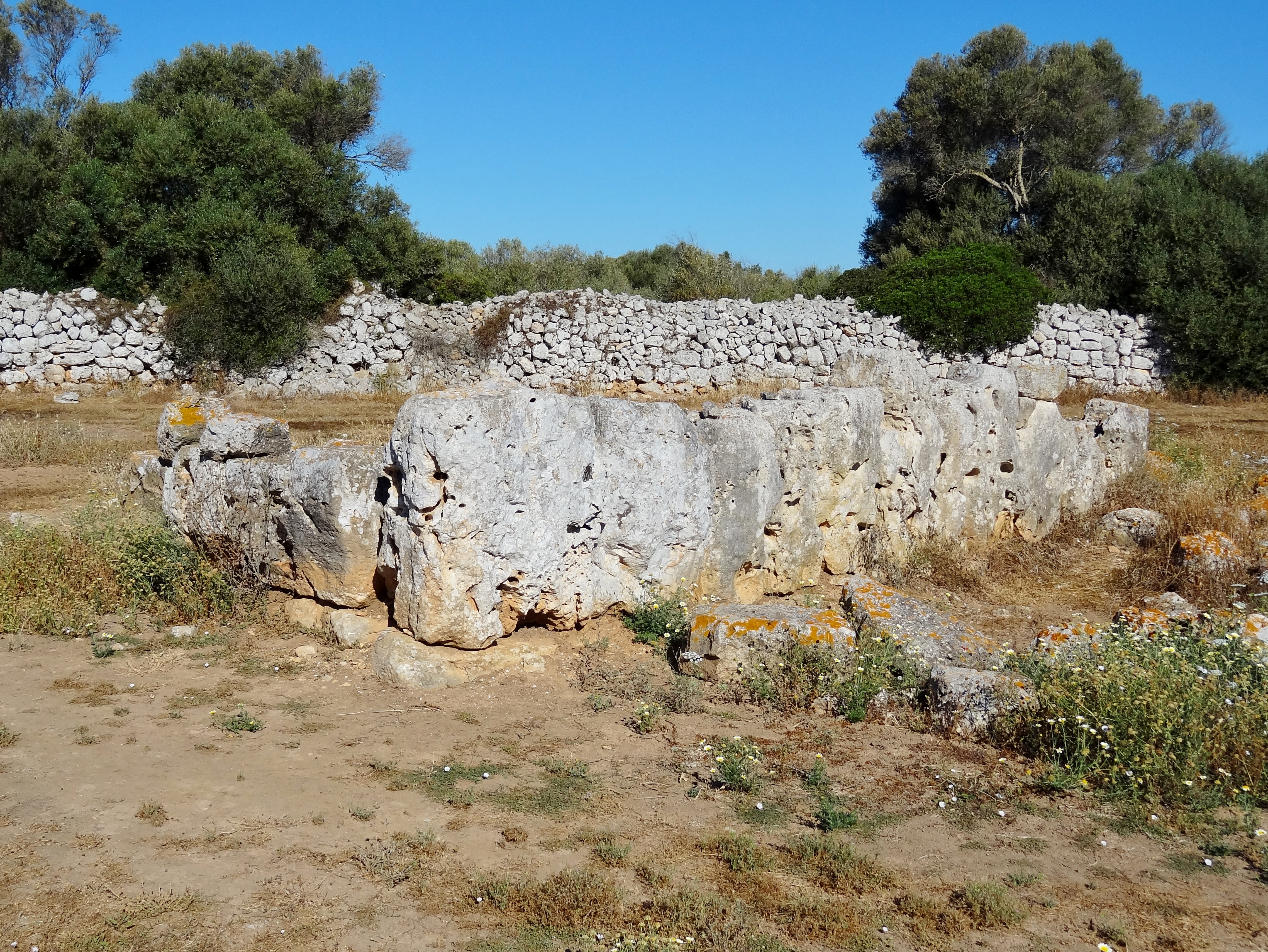
Hauptheiligtum
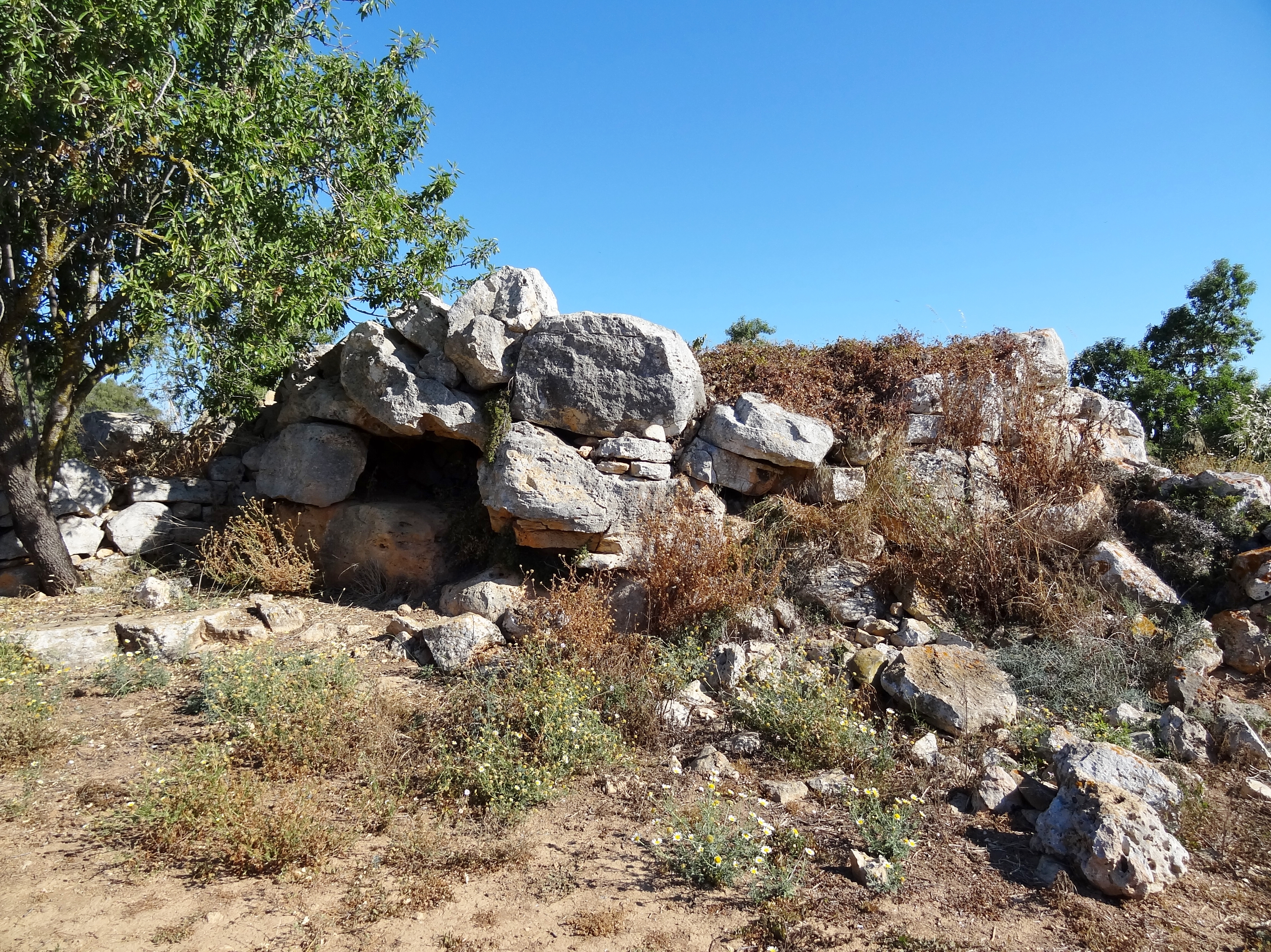
Nordöstlicher Talaiot
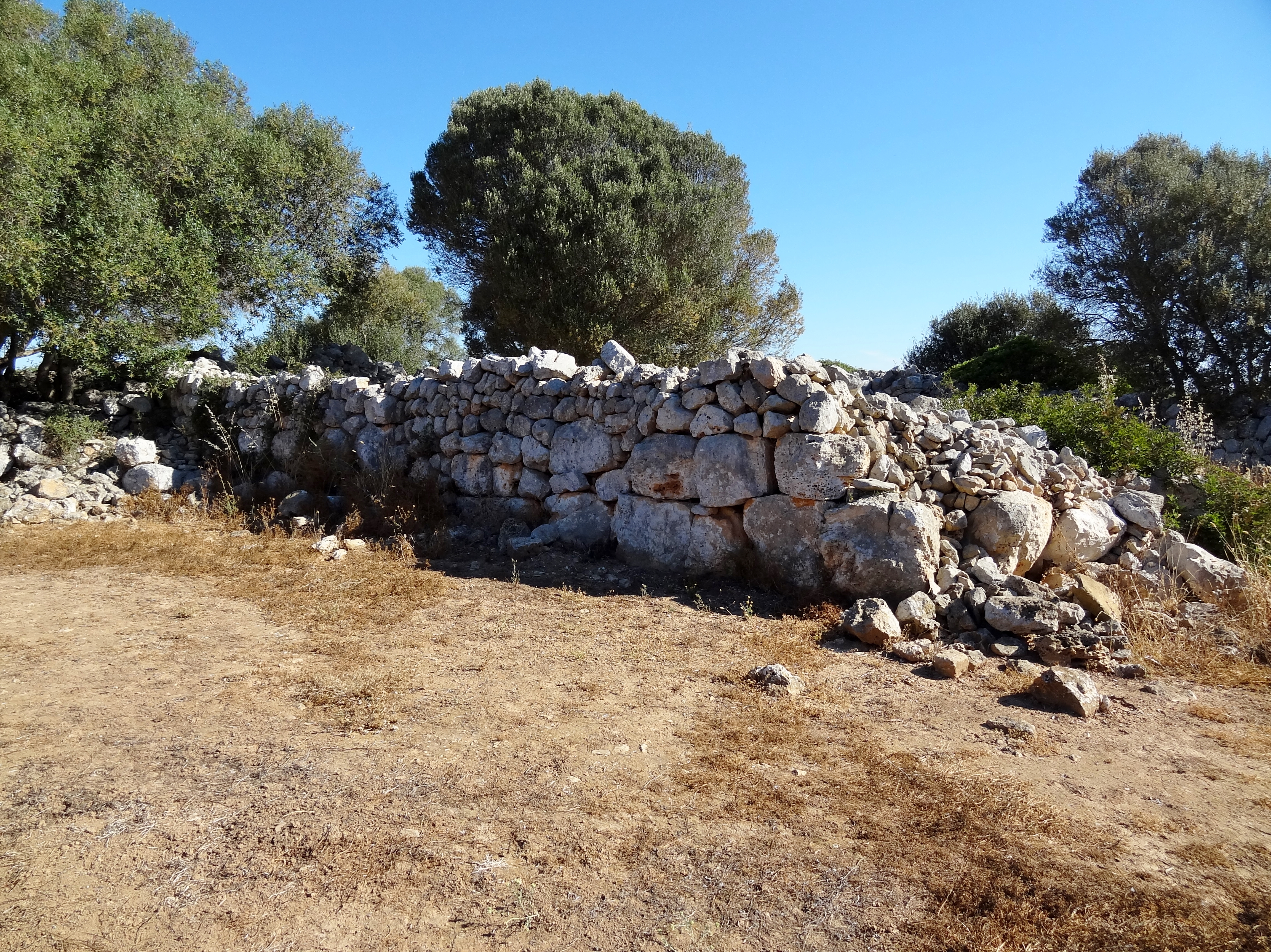
Teil der Umfassungsmauer

## Nahegelegene Fundorte
An der Straße MA-6101 von Ses Salines in Richtung Campos liegt auf der rechten Seite nahe dem alten Bahnhof der Morro de ses Coves, eine kleine Erhöhung (72 Meter), auf der sich fünf prähistorische Höhlen (span. Cueva artificial oder Cueva sepulcral) öffnen, die sich in gutem Zustand befinden. In einer der künstlichen Höhlen wurden Bronzeobjekte, eine Halskette aus Glasperlen sowie punische und römische Keramik gefunden.